# Kalkoven bij ingang Curfsgroeve

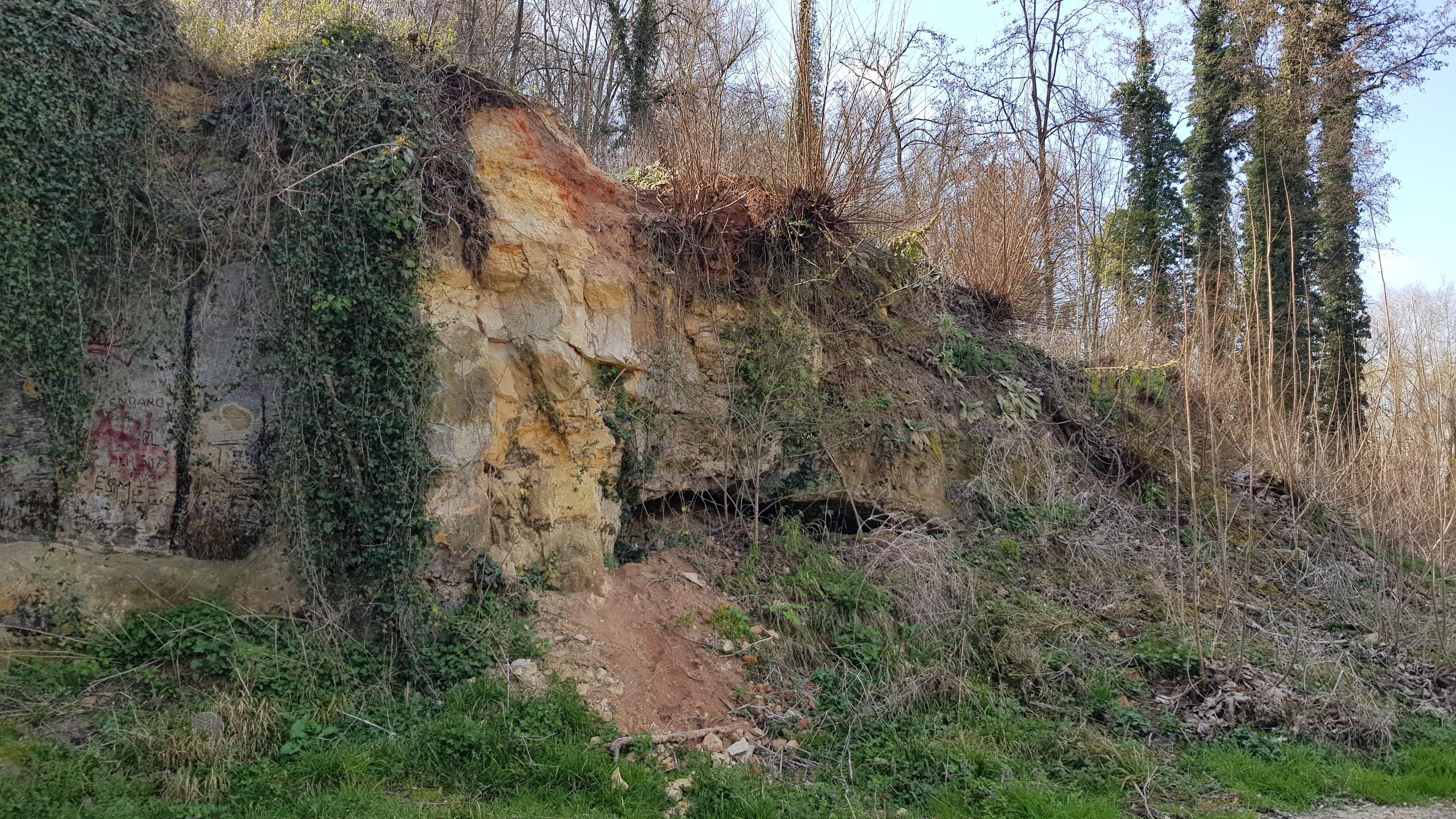
Kalkoven bij ingang Curfsgroeve

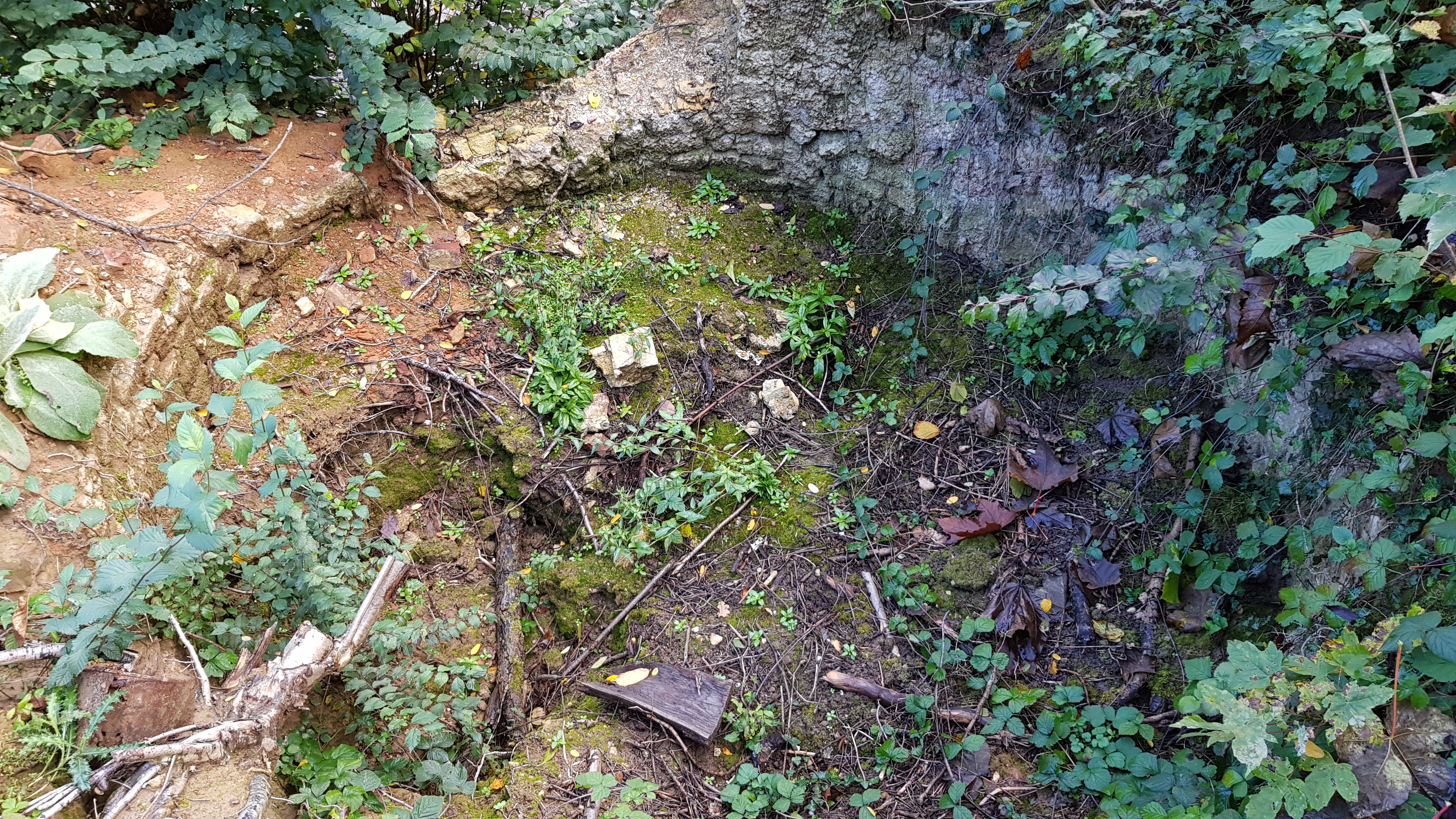
Bovenzijde kalkoven anno 2019

De Kalkoven bij ingang Curfsgroeve is een kalkbranderij in het Geuldal in de Nederlandse gemeente Valkenburg aan de Geul in Zuid-Limburg. De kalkovenruïne staat ten noordwesten van Geulhem aan de ingang van de tunnel naar de Curfsgroeve. De kalkoven staat nabij de Geulweg en aan de overzijde van de weg stroomt de Geul.
Hoger op de helling liggen twee ingangen van de Vlaberggroeve. Op ongeveer 150 meter naar het noordwesten staat de Kalkoven bij Curfsgroeve naast de Groeve achter de Kalkbranderij en hoger op de helling gelegen Groeve in de Dolekamer.

## Geschiedenis
In de Eerste Wereldoorlog bevonden zich op het grondgebied van de gemeente Berg en Terblijt, waaronder Geulhem destijds viel, zeven kalkbranderijen. Door de oorlog kon men niet eenvoudig kalk uit het buitenland betrekken en ontstond er een gebrek aan gebrande kalk. Na afloop van de oorlog werd rond 1920 het branden van kalk in de kalkoven gestaakt.